# Då lasten var en häxa
Då lasten var en häxa är en roman skriven av Gösta Gustaf-Janson och utgiven 1969.

## Handling
Berättelsen utspelar sig mellan 1923 och 26. I Rydsholmsfamiljernas värld dyker det den här gången upp
en förskingrande släkting, djärva affärer, en skandal och erotiska problem. 

## Källa
- Gustaf-Janson, Gösta (1969). Då lasten var en häxa. Stockholm: Albert Bonniers Förlag. Libris 1779779